# Quentin Tarantino
Quentin Jerome Tarantino (Knoxville, Tennessee, 27 de març de 1963) és un director de cinema, guionista i actor nord-americà. Les seves pel·lícules es caracteritzen per una violència estilitzada, diàlegs extensos que inclouen un ús generalitzat de blasfèmia i referències a la cultura popular.
Tarantino va començar la seva carrera com a cineasta independent amb l'estrena de la pel·lícula criminal Reservoir Dogs el 1992. La seva segona pel·lícula, Pulp Fiction (1994), un thriller de comèdia negra, va ser un gran èxit tant de la crítica com del públic guanyant nombrosos premis, inclosa la Palme d'Or i l'⁣Oscar al millor guió original. El 1996, va escriure i protagonitzar From Dusk till Dawn. La tercera pel·lícula de Tarantino, Jackie Brown (1997), va retre homenatge a les pel·lícules de blaxploitation.
El 2003, Tarantino va dirigir Kill Bill: Volum 1, inspirat en les tradicions de les pel·lícules d'arts marcials⁣; va ser seguit pel volum 2 el 2004, amb tots dos volums combinats considerats com una sola pel·lícula. Després va fer la pel·lícula d'explotació-slasher Death Proof (2007), part d'un doble llarg amb Robert Rodriguez estrenat sota el títol col·lectiu Grindhouse. La següent pel·lícula, Inglourious Basterds (2009), segueix un relat alternatiu de la Segona Guerra Mundial. Va seguir amb Django Unchained (2012), una venjança d'esclaus Spaghetti Western, que li va valer el seu segon premi de l'Acadèmia al millor guió original. La seva vuitena pel·lícula, The Hateful Eight (2015), és un thriller occidental revisionista i obert al públic amb un llançament de roadshow. La seva pel·lícula més recent, Once Upon a Time in Hollywood (2019), és un drama de comèdia ambientat a finals dels anys 60 sobre la transició de l'Old Hollywood al New Hollywood. El 2021 es va publicar una novel·la sobre la pel·lícula escrita per Tarantino, convertint-se en la seva primera novel·la.
L'obra de Tarantino ha estat objecte de crítiques, com ara les representacions de violència i la inclusió freqüent d'⁣insults racials. Durant la carrera de Tarantino, les seves pel·lícules han aconseguit un seguiment de culte⁣; a més d'un èxit de crítica i comercial, ha estat considerat "el director més influent de la seva generació". Altres premis importants guanyats per Tarantino inclouen dos BAFTA i quatre Globus d'Or.

## Primers anys de vida
Tarantino va néixer el 27 de març de 1963 a Knoxville, Tennessee, fill únic de Connie McHugh i de l'aspirant a actor Tony Tarantino, que va abandonar la família abans del naixement del seu fill. Tarantino s'identifica amb descendència cherokee a través de la seva mare, que és d'ascendència irlandesa per l'altra banda; el seu pare és d'origen italià. Va rebre el nom en part de Quint Asper, el personatge de Burt Reynolds a la sèrie de televisió Gunsmoke. La mare de Tarantino va conèixer el seu pare durant un viatge a Los Angeles. Després d'un matrimoni i divorci breus, Connie va deixar Los Angeles i es va traslladar a Knoxville, on residien els seus pares. El 1966, Tarantino va retornar a Los Angeles amb la seva mare.
La mare de Tarantino es va casar amb el músic Curtis Zastoupil poc després d'arribar a Los Angeles, i la família es va traslladar a Torrance, una ciutat de la zona de South Bay del comtat de Los Angeles. Zastoupil va acompanyar Tarantino a nombroses projeccions de pel·lícules mentre la seva mare li va permetre veure pel·lícules més madures, com Carnal Knowledge (1971) i Deliverance (1972). Després que la seva mare es va divorciar de Zastoupil el 1973 i rebé un diagnòstic erroni de limfoma de Hodgkin, Tarantino va ser enviat a viure amb els seus avis a Tennessee. Hi va romandre menys d'un any abans de tornar a Califòrnia.
Als 14 anys, Tarantino va escriure una de les seves primeres obres, un guió anomenat Captain Peachfuzz and the Anchovy Bandit, basat en la pel·lícula de 1977 Smokey and the Bandit. Tarantino va revelar més tard que la seva mare havia ridiculitzat les seves habilitats per escriure quan era més jove; com a resultat, va jurar que mai compartiria la seva riquesa amb ella. Quan tenia 15 anys, Tarantino va ser castigat per la seva mare per robar la novel·la d'⁣Elmore Leonard The Switch from Kmart. Se li va permetre sortir només per assistir al Torrance Community Theatre, on va participar en obres com Two Plus Two Makes Sex i Romeu i Julieta. El mateix any, va abandonar la Narbonne High School a Harbour City, Los Angeles.

## Carrera

### Anys 80: primers treballs i guions
Durant la dècada de 1980, Tarantino va tenir diversos llocs de treball. Després de mentir sobre la seva edat, va treballar com a acomodador en una sala de cinema per a adults a Torrance, anomenada Pussycat Theatre. Va passar temps com a reclutador a la indústria aeroespacial i durant cinc anys va treballar a Video Archives, una botiga de vídeos a Manhattan Beach, Califòrnia. Era molt conegut a la comunitat local pels seus coneixements de cinema i recomanacions de vídeos; Tarantino va declarar: "Quan la gent em pregunta si vaig anar a l'escola de cinema, els dic: "No, vaig anar al cinema". El 1986, Tarantino va aconseguir el seu primer treball a Hollywood, treballant amb el seu col·lega de Video Archives Roger Avary, com a ajudants de producció en el vídeo d'exercicis de Dolph Lundgren, Maximum Potential.
Abans de treballar a Video Archives, Tarantino va coescriure Love Birds In Bondage amb Scott Magill. Tarantino continuaria produint i dirigint el curtmetratge. Magill es va suïcidar el 1987, després de la qual cosa es va destruir tota la pel·lícula rodada. Més tard, Tarantino va assistir a classes d'actuació a la James Best Theatre Company, on va conèixer diversos dels seus eventuals col·laboradors per a la seva següent pel·lícula. El 1987, Tarantino va coescriure i dirigir My Best Friend's Birthday (1987). Es va deixar sense completar, però alguns dels seus diàlegs es van incloure a True Romance.
L'any següent, va interpretar un imitador d'Elvis a Sophia's Wedding: Part 1, un episodi de la quarta temporada de The Golden Girls, que es va emetre el 19 de novembre de 1988. Tarantino va recordar que el sou que va rebre pel paper va ajudar-lo a mantenir-se durant la preproducció Reservoir Dogs; va calcular que inicialment li van pagar uns 650 dòlars; tanmateix, l'episodi es va repetir amb freqüència perquè estava en una selecció "el millor de...", per la qual cosa va rebre uns 3.000 dòlars durant tres anys.

### Anys 90: Avenç
Després de conèixer Lawrence Bender a la barbacoa d'un amic, Tarantino va parlar amb ell sobre una pel·lícula de robatoris basada en el diàleg, que encara no estava escrita. Bender va animar Tarantino a escriure el guió, que va escriure en tres setmanes i mitja i que va presentar a Bender sense format. Impressionat amb el guió, Bender va aconseguir reenviar-lo mitjançant contactes al director Monte Hellman. Hellman va netejar el guió i va ajudar a aconseguir el finançament de Richard N. Gladstein a Live Entertainment (que més tard es va convertir en Artisan, ara conegut com a Lionsgate). Harvey Keitel va llegir el guió i també va contribuir al pressupost, fent un paper de coproductor i també jugant un paper important a la pel·lícula. El gener de 1992, es va estrenar com el thriller policial de Tarantino Reservoir Dogs —que va escriure, dirigir i actuar com Mr. Brown— i es va projectar al Festival de Cinema de Sundance. La pel·lícula va ser un èxit immediat, rebent una resposta positiva de la crítica.

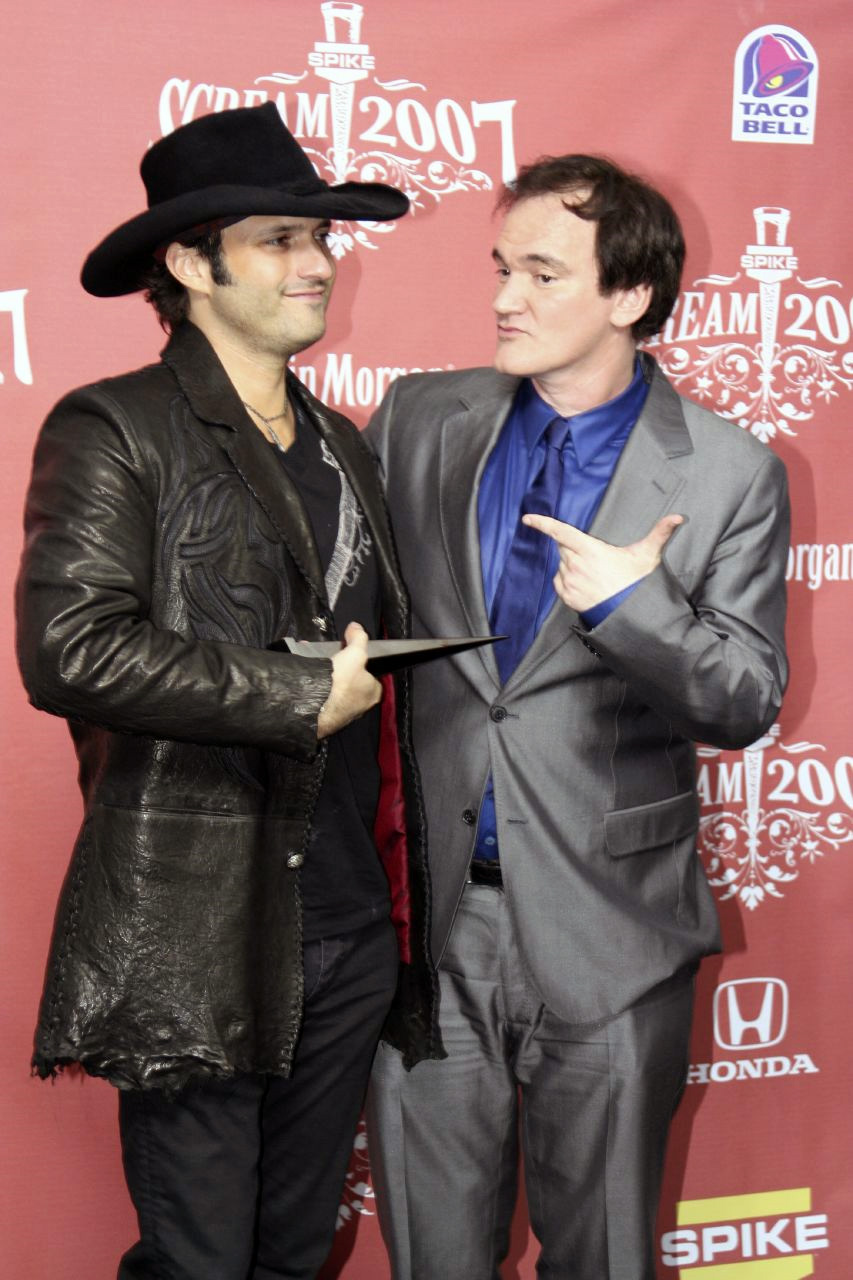
Tarantino ha tingut diverses col·laboracions amb el director Robert Rodríguez.

El guió de Tarantino True Romance va ser contractat i la pel·lícula es va estrenar finalment el 1993. El segon guió que Tarantino va vendre va ser per a la pel·lícula Natural Born Killers, que va ser revisada per Dave Veloz, Richard Rutowski i el director Oliver Stone. Tarantino va aparèixer als crèdits i va declarar en una entrevista que desitjava que la pel·lícula tingués èxit, però posteriorment es va desvincular de la versió final de la pel·lícula. Tarantino també va fer una reescriptura no acreditada a It's Pat (1994). Altres pel·lícules on va ser guionista sense acreditar inclouen Crimson Tide (1995) i The Rock (1996).
Després de l'èxit de Reservoir Dogs, Tarantino va ser abordat pels principals estudis de cinema i li van oferir projectes que incloïen Speed (1994) i Men in Black (1997), però en lloc d'això, es va retirar a Amsterdam per treballar en el guió per a Pulp Fiction.
Tarantino va escriure, dirigir i actuar a la pel·lícula de comèdia negra Pulp Fiction el 1994, mantenint la violència estilitzada de la seva pel·lícula anterior i també històries no lineals. Tarantino va rebre l'⁣Oscar al millor guió original, que va compartir amb Roger Avary, que va contribuir a la història. També va rebre una nominació a la categoria de millor director. La pel·lícula va rebre altres cinc nominacions, inclosa la de millor pel·lícula. Tarantino també va guanyar la Palme d'Or per a la pel·lícula al Festival de Cannes de 1994. La pel·lícula va recaptar més de 200 milions de dòlars i va obtenir crítiques positives.
El 1995, Tarantino va participar en la pel·lícula d'antologia Four Rooms, una col·laboració que també va incloure els directors Robert Rodriguez, Allison Anders i Alexandre Rockwell. Tarantino va dirigir i actuar en el quart segment de The Man from Hollywood, un homenatge a l'episodi d'Alfred Hitchcock Presents "Man from the South". Va tornar a unir-se a Rodríguez més tard l'any amb un paper secundari a Desperado. Una de les primeres assignacions de guió pagades de Tarantino va ser per From Dusk till Dawn, que Rodríguez va dirigir més tard el 1996, tornant a formar equip amb Tarantino en un altre paper d'actuació, al costat de Harvey Keitel, George Clooney i Juliette Lewis.
El seu tercer llargmetratge va ser Jackie Brown (1997), una adaptació de la novel·la Rum Punch d'Elmore Leonard. Un homenatge a les pel·lícules de blaxploitation, amb Pam Grier, que havia protagonitzat moltes de les pel·lícules d'aquest gènere als anys setanta. Va rebre crítiques positives i es va qualificar de "retorn" per a Grier i el seu coprotagonista Robert Forster. Leonard considerava que Jackie Brown era la seva preferida de les 26 adaptacions a la pantalla diferents de les seves novel·les i contes.
A la dècada de 1990, Tarantino va tenir una sèrie d'altres papers d'actuació menors, com ara Eddie Presley (1992), The Coriolis Effect (1994), Sleep With Me (1994), Somebody to Love (1994), All-American Girl (1995), Destiny Turns on the Radio (1995), i Girl 6 (1996). També el 1996, va protagonitzar Steven Spielberg's Director's Chair, un videojoc de simulació que utilitza clips de pel·lícules pregenerats. El 1998, Tarantino va fer el seu gran debut a l'escenari a Broadway com un assassí psicològic amoral en un revival de l'obra de 1966 Wait Until Dark, que va rebre crítiques desfavorables per la seva actuació per part de la crítica.

### Anys 2000: èxit posterior
Tarantino va escriure i dirigir Kill Bill, una "pel·lícula de venjança" molt estilitzada en les tradicions cinematogràfiques de les pel·lícules d'arts marcials xineses, els drames d'època japonesos, els spaghetti western i el terror italià. Es basava en un personatge anomenat The Bride i una trama que ell i l'actriu principal', Uma Thurman, havien desenvolupat durant la realització de Pulp Fiction. Originalment, estava previst per a una única estrena en cinemes, però la seva durada de quatre hores va fer que Tarantino la dividís en dues pel·lícules.:1:02:10Tarantino diu que encara la considera una única pel·lícula en la seva filmografia global.:1:23:35El volum 1 es va estrenar el 2003 i el volum 2 el 2004.

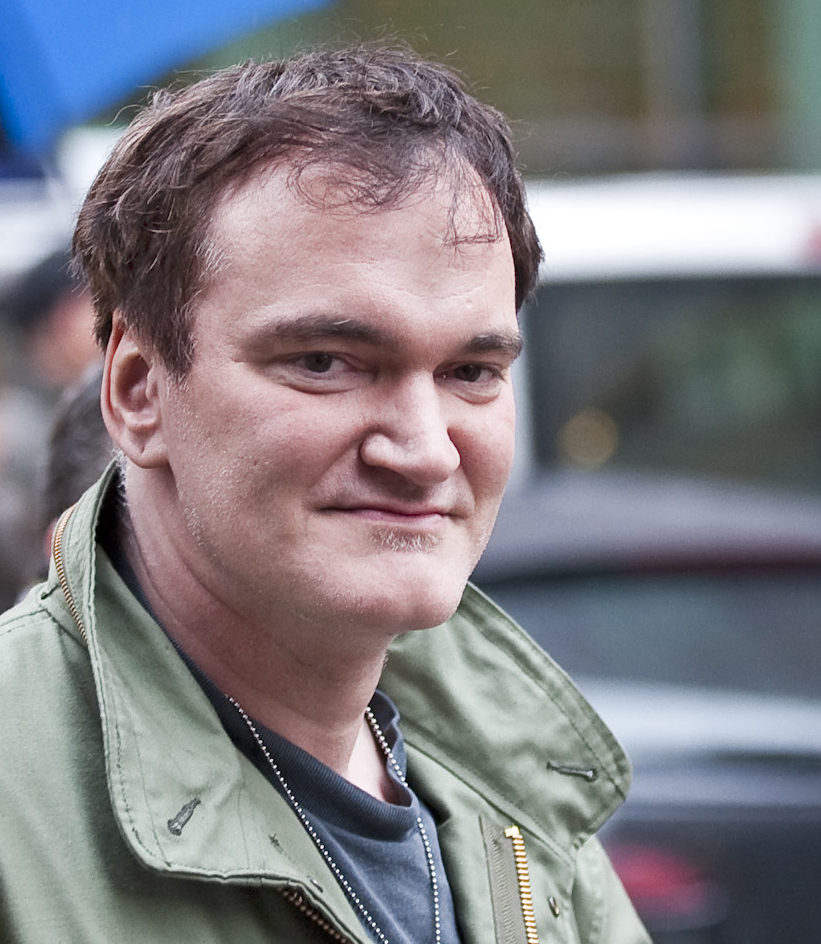
Tarantino el 2009

Del 2002 al 2004, Tarantino va interpretar el villà McKenas Cole a la sèrie de televisió de l'ABC Alias. Tarantino va assistir al Festival de Cannes 2004, on va exercir com a president del jurat. El volum 2 de Kill Bill hi va tenir una projecció, però fora de competició.
Tarantino després va contribuir a la pel·lícula neo-noir de 2005 de Robert Rodríguez Sin City, i va ser acreditat com a "Director convidat especial" pel seu treball dirigint la seqüència de cotxes amb Clive Owen i Benicio del Toro. El maig de 2005, Tarantino va coescriure i dirigir <i>Grave Danger</i>, el final de la cinquena temporada de CSI: Crime Scene Investigation. Per aquest episodi, Tarantino va ser nominat al premi Primetime Emmy a la millor direcció d'una sèrie dramàtica als 57è premis Primetime Emmy.
El 2007, Tarantino va dirigir la pel·lícula d'explotació slasher Death Proof. Estrenat com una versió dels llargmetratges dobles de la dècada de 1970, sota la bandera de Grindhouse, va ser codirigit amb Rodríguez, que va fer l'altre llargmetratge que va ser la pel·lícula de terror corporal Planet Terror. Les vendes de taquilla van ser baixes, però la pel·lícula va obtenir crítiques majoritàriament positives.
La pel·lícula de Tarantino Inglourious Basterds, estrenada el 2009, és la història d'un grup de guerrillers jueu-americans a la França ocupada pels nazis en una història alternativa de la Segona Guerra Mundial. Havia planejat començar a treballar en la pel·lícula després de Jackie Brown, però ho va posposar per fer Kill Bill després d'una reunió amb Uma Thurman. El rodatge va començar com a "Inglorious Bastards", com es va titular provisionalment, l'octubre de 2008. La pel·lícula es va estrenar l'agost de 2009 amb crítiques positives amb la recaptació de taquilla més alta als Estats Units i al Canadà durant el cap de setmana d'estrena. Per a la pel·lícula, Tarantino va rebre la seva segona nominació a l'Oscar al millor director i al millor guió original.

### Anys 2010 i 2020: autor establert

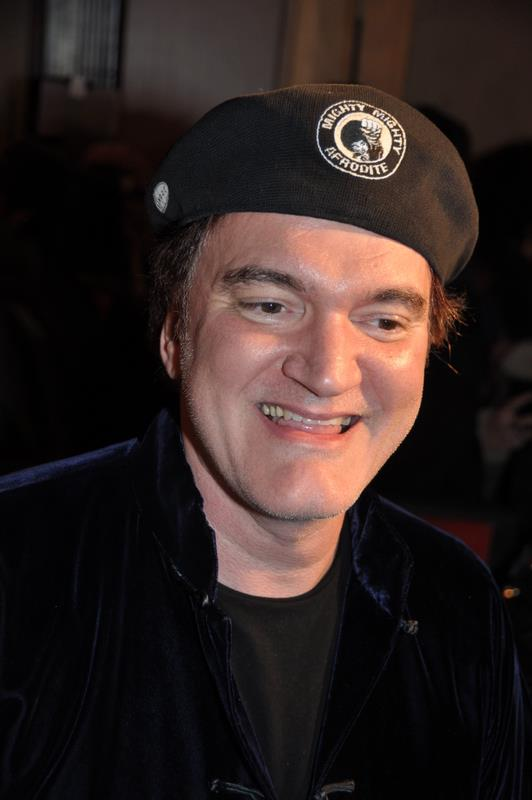
Tarantino a l'estrena francesa de Django Unchained el gener de 2013

El 2011, va començar la producció de Django Unchained, una pel·lícula sobre la venjança d'un antic esclau al sud dels Estats Units el 1858. La pel·lícula va sorgir del desig de Tarantino de produir un Spaghetti Western ambientat al sud profund dels Estats Units durant el període d'abans de la guerra. Tarantino va anomenar l'estil proposat "un sudista", afirmant que volia "fer pel·lícules que tractessin sobre l'horrible passat dels Estats Units amb l'esclavitud i aquestes coses, però fer-les com els spaghetti western, no com les pel·lícules de grans temàtiques. Vull fer-los com si fossin pel·lícules de gènere, però que tracten tot allò que Amèrica mai ha tractat perquè se n'avergonyeix, i altres països no ho aborden perquè no senten que tinguin dret a fer-ho". Es va estrenar el desembre de 2012 i es va convertir en la seva pel·lícula més taquillera fins ara. També va rebre el seu segon premi de l'Acadèmia al millor guió original.

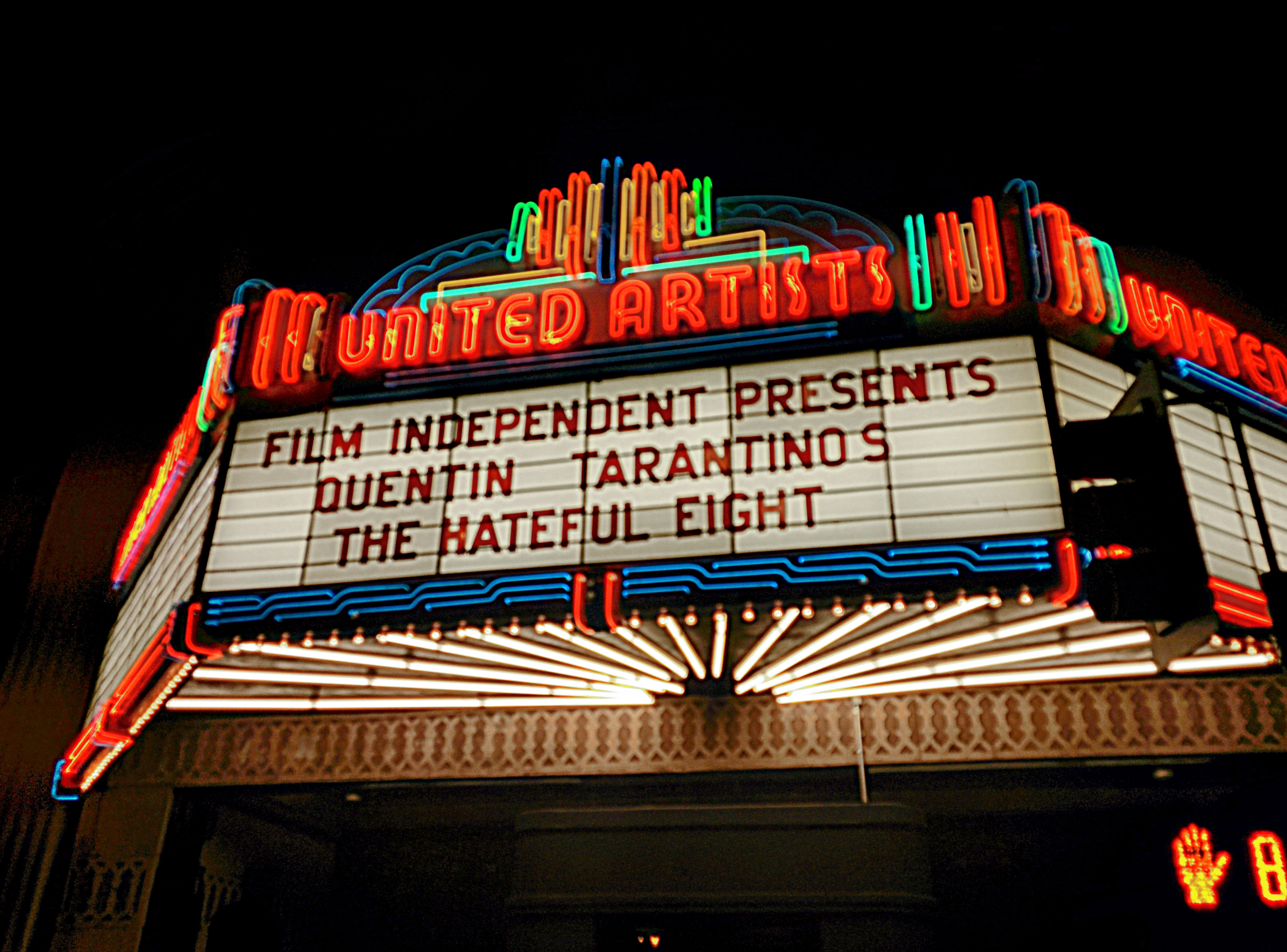
The Hateful Eight lectura en directe a l'⁣Ace Hotel Los Angeles l'abril de 2014

El novembre de 2013, Tarantino va dir que estava treballant en una nova pel·lícula i que seria un altre western, encara que no una seqüela de Django Unchained. L'11 de gener de 2014, es va revelar que la pel·lícula es titularia The Hateful Eight. El guió es va filtrar el gener de 2014. Perjudicat per la ruptura de confiança, Tarantino va considerar abandonar la producció que havia de començar l'hivern següent i publicar-la com a novel·la. Va declarar que havia donat el guió a uns quants col·legues de confiança, com Bruce Dern, Tim Roth i Michael Madsen. El 19 d'abril de 2014, Tarantino va dirigir una lectura en directe del guió filtrat al United Artists Theatre de l' Ace Hotel Los Angeles per a la sèrie Live Read. Tarantino va explicar que llegirien el primer esborrany del guió, i va afegir que estava escrivint dos nous esborranys amb un final diferent. El rodatge va continuar com estava previst amb el nou esborrany el gener de 2015. The Hateful Eight es va estrenar el 25 de desembre de 2015, com a presentació d'un roadshow en cinemes en format de pel·lícula de 70 mm, abans d'estrenar-se als cinemes digitals el 30 de desembre de 2015. La pel·lícula va rebre crítiques majoritàriament positives de la crítica.

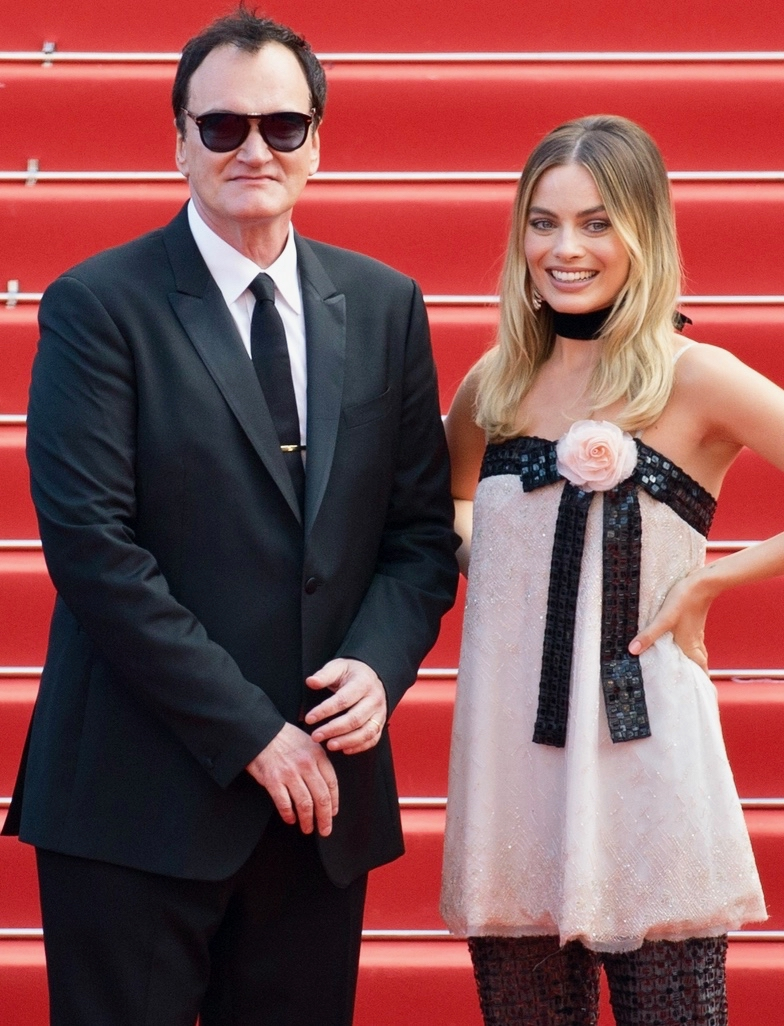
Tarantino amb Margot Robbie al Festival de Cannes 2019

El juliol de 2017, es va informar que el següent projecte de Tarantino seria una pel·lícula sobre els assassinats de la família Manson. El febrer de 2018, es va anunciar que el títol de la pel·lícula seria Once Upon a Time in Hollywood, i que Leonardo DiCaprio interpretaria a Rick Dalton, una estrella fictícia dels westerns de televisió, amb Brad Pitt com a doble acrobàtic de Dalton, Cliff Booth; Margot Robbie interpretaria a l'actriu Sharon Tate de la vida real, interpretada com la veïna de Dalton. El rodatge va tenir lloc l'estiu del 2018. Arran de les acusacions d'abús sexual de Harvey Weinstein, Tarantino va trencar els vincles amb The Weinstein Company i Miramax i va buscar un nou distribuïdor després de treballar amb Weinstein durant tota la seva carrera. La pel·lícula es va estrenar oficialment al Festival de Cannes 2019, on va competir per la Palme d'Or. Sony Pictures finalment va distribuir la pel·lícula, que es va estrenar a les sales el juliol de 2019.
El novembre de 2022, Tarantino va revelar els seus plans per rodar una sèrie de televisió de vuit episodis el 2023. No es van proporcionar més detalls.

## Curiositats
- Una de les marques de Tarantino són els plans característics des de l'interior d'un maleter de cotxe que apareixen en totes les seves pel·lícules.
- És un fetitxista dels peus: les actrius exhibeixen sovint llurs peus descalços i de vegades en primer pla.
- L'encenedor Zippo apareix també en tots els seus films.
- En les seves obres sempre es fuma cigarretes de la marca "Red Apple".
- En alguns films seus, la gent consumeix una marca d'hamburgueses hawaianes inventada pel Tarantino mateix, concretament les Big Kahuna Burgers.

## Filmografia

### Director
- My Best Friend's Birthday (1987) - incomplet
- Reservoir Dogs (1992)
- Pulp Fiction (1994)
- Four Rooms (1995), codirigit amb Robert Rodríguez, Allison Anders i Alexandre Rockwell - episodi The Man from Hollywood.
- Jackie Brown (1997)
- Kill Bill vol. 1 (2003)
- Kill Bill vol. 2 (2004)
- Sin City (2005), participació com a Special Guest Director, direcció de Frank Miller i Robert Rodríguez
- Grindhouse (2007), codirecció amb Robert Rodríguez
- Maleïts malparits (2009)
- Django Unchained (2012)
- The Hateful Eight (2015)
- Once Upon a Time in Hollywood (2019)

### Guionista
- My Best Friend's Birthday (1987), direcció de Quentin Tarantino - incomplet
- Reservoir Dogs (1992), direcció de Quentin Tarantino
- Amor a boca de canó (True Romance) (1993), direcció de Tony Scott
- Nascuts per matar (Natural Born Killers) (1994), direcció d'Oliver Stone
- Pulp Fiction (1994), direcció de Quentin Tarantino
- Four Rooms (1995), direcció de Quentin Tarantino, Robert Rodríguez, Allison Anders i Alexandre Rockwell - episodi "L'home de Hollywood" (The Man from Hollywood)
- Obert fins a la matinada (From Dusk Till Dawn) (1995), direcció de Robert Rodríguez
- Tu assassina que nosaltres netejarem la sang (Curdled) (1996), direcció de Reb Braddock
- Jackie Brown (1997), direcció de Quentin Tarantino
- Kill Bill vol. 1 (Kill Bill: Vol. 1) (2003), direcció de Quentin Tarantino
- Kill Bill vol. 2 (Kill Bill: Vol. 2) (2004), direcció de Quentin Tarantino
- Grindhouse (2007), direcció de Quentin Tarantino i Robert Rodríguez
- Maleïts malparits (Inglorious Basterds) (2009), direcció de Quentin Tarantino
- Django Unchained (2012), direcció de Quentin Tarantino
- The Hateful Eight (2015), direcció Quentin Tarantino
- Once Upon a Time in Hollywood (2019), direcció Quentin Tarantino

### Actor
- My Best Friend's Birthday (1987), direcció de Quentin Tarantino - incomplet
- Reservoir Dogs (1992), direcció de Quentin Tarantino
- Eddie Presley (1993), direcció de Jeff Burr
- The Coriolis Effect (1994), direcció de Louis Venosta - veu
- Sleep With Me (1994), direcció de Rory Kelly
- Somebody to Love (1994), direcció d'Alexandre Rockwell
- Pulp Fiction (1994), direcció de Quentin Tarantino
- Mister Destiny (Destiny Turns on the Radio) (1995), direcció de Jack Baran
- Four Rooms (1995), direcció de Quentin Tarantino, Robert Rodríguez, Allison Anders i Alexandre Rockwell - episodi L'home de Hollywood (The Man from Hollywood)
- Desperado (1995), direcció de Robert Rodríguez
- Obert fins a la matinada (From Dusk Till Dawn) (1995), direcció de Robert Rodríguez
- Girl 6 (1996), direcció de Spike Lee
- Tu assassina que nosaltres netejarem la sang (Curdled) (1996)
- Jackie Brown (1997), direcció de Quentin Tarantino
- Little Nicky (2000), direcció de Steven Brill
- Vzyat Tarantino (2005?), direcció de Roman Kachanov - en producció
- Grindhouse (2007), codirecció amb Robert Rodríguez
- Hell Ride (2007?), direcció de Larry Bishop - anunciat
- Django Unchained (2013), direcció de Quentin Tarantino

### Productor
- My Best Friend's Birthday (1987), direcció de Quentin Tarantino - incomplet - productor
- Past Midnight (1992), direcció deJan Eliasberg - productor associat
- Killing Zoe (1994), direcció deRoger Avary - productor executiu
- Four Rooms (1995), direcció de Quentin Tarantino, Robert Rodríguez, Allison Anders i Alexandre Rockwell - productor executiu
- Obert fins a la matinada (From Dusk Till Dawn) (1995), direcció de Robert Rodríguez - productor executiu
- Tu assassina que nosaltres netejarem la sang (Curdled) (1996), direcció de Reb Braddock - productor executiu
- God Said, 'Ha!' (1998), direcció de Julia Sweeney - productor executiu
- Obert fins a la matinada 2 (From Dusk Till Dawn 2: Texas Blood Money) (1999), direcció de Scott Spiegel - productor executiu
- Obert fins a la matinada 3 (From Dusk Till Dawn 3: The Hangman's Daughter) (2000), direcció de P.J. Pesce - productor executiu
- Iron Monkey (Siunin Wong Fei-hung tsi titmalau) (1993), direcció de Yuen Woo-ping - productor pel llançament estatunidenc el 2001
- Hostel (2005), direcció d'Eli Roth - productor executiu
- Daltry Calhoun (2005), direcció de Katrina Holden Bronson - productor executiu
- Freedom's Fury (2005?), direcció de Colin K. Gray i Megan Raney - productor
- Killshot (2006?), direcció de John Madden - productor executiu
- Grindhouse (2007), direcció de Quentin Tarantino i Robert Rodríguez - productor
- Hell Ride (2007?), direcció de Larry Bishop - productor
- Maleïts malparits (2009), direcció de Quentin Tarantino - productor
- Once Upon a Time in Hollywood (2019), direcció de Quentin Tarantino - productor

### Sèries de televisió

#### Director
- ER (1994) - episodi 1.24, "Motherhood"
- CSI: Crime Scene Investigation (Las Vegas) (2000) - episodis 5.23 i 5.24, "Grave Danger"

#### Guionista
- CSI: Crime Scene Investigation (Las Vegas) (2000) - episodis 5.23 i 5.24, "Grave Danger"